# Polygala ovalifolia
Polygala ovalifolia är en jungfrulinsväxtart som beskrevs av Dc.. Polygala ovalifolia ingår i släktet jungfrulinssläktet, och familjen jungfrulinsväxter. Inga underarter finns listade i Catalogue of Life.